# شمال أثينا
شمال أثينا إحدى مقاطعات اليونان. وتضم المدن التالية:
- أغيا باراسكيفي
- ماروسي
- خالاندري
- فيلوثاي-بسيشيكو وتشمل بسيخيكو ونيو بسيخيكو وفيلوثي
- إيراكليو
- كيفيسيا
- ليكوفريسي-بيفكي وتشمل بيفكي وليكوفريسي
- ميتامورفوسي
- نيا إيونيا
- باباغو-خولارغوس وتشمل خولارغوس وباباغو
- بينتيلي-ميليسيا
- فريليسيا

حتى العام 2010 كانت مقاطعة «شمال أثينا» واحدة من أربع مناطق في التنظيم الإداري الملغي «لمقاطعة أثينا» والتي كان يشار إليها ب «أثينا الكبرى». كانت هذه المقاطعة أكثر مقاطعات اليونان كثافة سكانية في ذلك الوقت. ضمَت 2,664,776 نسمة (عام 2011)، على مساحة 361 كم2.

## روابط داخلية
- قسم التنظيم الإداري لمدينة أثينا عاصمة اليونان